# Hoco de Salvin
L'hoco de Salvin (Mitu salvini) és una espècie d'ocell de la família dels cràcids (Cracidae) que habita la selva humida del sud de Colòmbia, est de l'Equador i nord-est del Perú.